# Transtorno de despersonalização–desrealização
Transtorno de despersonalização–desrealização (DPDR, DDD) é um Transtorno mental no qual a pessoa apresenta sensações persistentes ou recorrentes de Despersonalização e/ou Desrealização. A despersonalização é descrita como a sensação de estar desconectado ou dissociado de si mesmo. Indivíduos podem relatar sentir-se como se fossem observadores externos de seus próprios pensamentos ou corpo, e frequentemente relatam sentir perda de controle sobre seus pensamentos ou ações. A desrealização é descrita como o distanciamento do ambiente. Indivíduos que a experimentam podem relatar perceber o mundo ao seu redor como nebuloso, onírico, surreal e/ou visualmente distorcido.
Acredita-se que o transtorno de despersonalização–desrealização seja causado, em grande parte, por traumas interpessoais, como o abuso na infância experiências adversas na infância, especificamente abuso emocional e negligência, têm sido associados ao desenvolvimento de sintomas de despersonalização. Sensações de despersonalização e desrealização são comuns em situações de estresse significativo ou durante ataques de pânico. Indivíduos podem permanecer em um estado de despersonalização durante a duração típica de um ataque de pânico. Entretanto, em alguns casos, o estado dissociativo pode persistir por horas, dias, semanas ou até meses. Em casos raros, os sintomas de um único episódio podem perdurar por anos.
Os critérios diagnósticos para o transtorno de despersonalização–desrealização incluem sensações persistentes ou recorrentes de distanciamento dos processos mentais ou corporais, ou do ambiente. O diagnóstico é estabelecido quando a Dissociação é persistente, interfere nas funções sociais ou ocupacionais da vida diária e/ou causa angústia acentuada no paciente.

## Epidemiologia
Embora o transtorno de despersonalização–desrealização tenha sido considerado raro, experiências ao longo da vida com ele ocorrem em cerca de 1–2% da população geral. A forma crônica do transtorno apresenta uma prevalência relatada de 0,8 a 1,9%. Embora episódios breves de despersonalização ou desrealização possam ser comuns na população geral, o transtorno é diagnosticado somente quando esses sintomas causam angústia substancial ou comprometem áreas sociais, ocupacionais ou outras importantes do funcionamento diário.

## Sinais e sintomas
Os sintomas centrais do transtorno de despersonalização–desrealização são a experiência subjetiva de "irrealidade em si mesmo", ou o distanciamento do ambiente. Pessoas diagnosticadas com despersonalização frequentemente experimentam o impulso de questionar e refletir criticamente sobre a natureza da realidade e da existência.
Indivíduos com despersonalização descrevem sentir-se desconectados de sua fisicalidade; como se não estivessem completamente ocupando seu próprio corpo; como se sua fala ou movimentos físicos estivessem fora de seu controle; como se estivessem distanciados de seus próprios pensamentos ou emoções; e experienciam a si mesmos e suas vidas de uma perspectiva distante. Enquanto a despersonalização envolve o distanciamento de si mesmo, indivíduos com desrealização sentem-se desvinculados do ambiente, como se o mundo ao seu redor fosse nebuloso, onírico ou visualmente distorcido. Comumente, descrevem a sensação de que o tempo está passando e que não estão plenamente inseridos no presente. Em alguns casos, podem ser incapazes de reconhecer seu próprio reflexo ou apresentar experiências fora do corpo. Além disso, alguns indivíduos experimentam dificuldade de concentração e problemas com a recuperação de memória, podendo recordar uma memória sem a sensação de tê-la vivenciado pessoalmente. Essas experiências, que atingem o cerne da identidade e da consciência, podem provocar desconforto ou ansiedade. A turbulência interna provocada pelo transtorno pode ainda resultar em depressão.
As primeiras experiências com despersonalização podem ser assustadoras, com os pacientes temendo a perda de controle, a dissociação do restante da sociedade e o comprometimento funcional. A maioria das pessoas com transtorno de despersonalização–desrealização interpreta erroneamente os sintomas, acreditando serem sinais de psicose grave ou disfunção cerebral. Isso frequentemente gera um aumento na ansiedade e na obsessão, contribuindo para o agravamento dos sintomas.
Fatores que tendem a amenizar os sintomas incluem interações pessoais reconfortantes, estímulos físicos ou emocionais intensos e relaxamento. Distrações (como conversar ou assistir a um filme, por exemplo) também podem oferecer alívio temporário. Outros fatores identificados como capazes de aliviar a severidade dos sintomas são a dieta ou o exercício, enquanto o álcool e a fadiga são apontados por alguns como agravantes.
Momentos ocasionais e breves de leve despersonalização podem ser experienciados por muitos indivíduos da população geral; contudo, o transtorno de despersonalização–desrealização caracteriza-se quando essas sensações são intensas, graves, persistentes ou recorrentes e interferem no funcionamento diário. Entretanto, o DPDR é, na maioria das vezes, experienciado de forma crônica e contínua. Para a minoria que apresenta o DPDR de maneira episódica, a duração dos episódios é altamente variável, podendo alguns perdurar por várias semanas.

## Causas
A causa exata da despersonalização é desconhecida, embora correlações e gatilhos biopsicossocials tenham sido identificados. Acredita-se que a despersonalização possa ser desencadeada por uma resposta biológica a situações perigosas ou com risco de vida, que acarreta uma intensificação dos sentidos e uma entorpecência emocional.

### Psicossocial
Há evidências crescentes que associam abuso físico e sexual na infância ao desenvolvimento de Transtornos dissociativos. O trauma interpessoal na infância – especialmente o abuso emocional – é um preditor significativo para o diagnóstico de DPDR. Comparado a outros tipos de trauma na infância, o abuso emocional revelou ser o preditor mais significativo tanto para o diagnóstico do transtorno de despersonalização quanto para os escores de despersonalização, mas não para os escores de dissociação geral. Alguns estudos sugerem que um maior abuso emocional e um menor abuso físico predizem a despersonalização em mulheres adultas com Transtorno de estresse pós-traumático. Pacientes com histórico elevado de abuso interpessoal apresentam escores significativamente superiores na Escala de Despersonalização de Cambridge quando comparados a um grupo controle. Uma idade mais precoce para o abuso, maior duração e abuso parental tendem a se correlacionar com a gravidade dos sintomas dissociativos. Além de experiências traumáticas, outros precipitadores comuns do transtorno incluem estresse severo, Transtorno depressivo maior ou Ataque de pânico. Pessoas que vivem em culturas altamente Individualistas podem ser mais vulneráveis à despersonalização devido a uma hipersensibilidade em relação a ameaças e ao medo de perder o controle.
Um estudo de 2010 encontrou evidências de que alguns usuários que participam de Realidade virtual (RV) podem ter maior propensão a experimentar dissociação após o uso. Os usuários relataram níveis mais elevados de uma sensação reduzida de presença na realidade após a exposição à RV. Contudo, observou-se que os efeitos da exposição tendem a desaparecer rapidamente ao retornar à realidade objetiva. Adicionalmente, indivíduos que apresentavam níveis pré-existentes mais altos de dissociação, bem como aqueles mais facilmente imersos na imaginação, mostraram maiores aumentos nos sintomas dissociativos após a exposição à RV. Este estudo forneceu evidências de uma ligação entre os processos imaginativos do cérebro e as experiências dissociativas.

### Neurobiologia

Imagem animada mostrando o Córtex pré-frontal, que se acredita desempenhar um papel no DPDR

Há evidências convergentes de que o Córtex pré-frontal pode inibir os circuitos neurais que normalmente fundamentam a experiência emocional. Em um estudo de Ressonância magnética funcional com pacientes de DPDR, cenas emocionalmente aversivas ativaram o Córtex pré-frontal ventral direito. Os participantes demonstraram uma resposta neural reduzida em regiões sensíveis às emoções, bem como uma resposta aumentada em regiões associadas à regulação emocional. Em um teste similar de Memória, pacientes com transtorno de despersonalização não processaram material emocionalmente saliente da mesma forma que os controles saudáveis. Em um teste das respostas de condutância da pele a estímulos desagradáveis, os sujeitos demonstraram um mecanismo inibitório seletivo no processamento emocional.
Estudos começam a indicar que a Junção temporoparietal tem papel na integração multissensorial, na incorporação e na Distinção entre eu e o outro. Vários estudos que analisaram achados de Ressonância magnética em pacientes com DPDR identificaram diminuição da espessura cortical no Giro temporal médio direito, redução no volume de Matéria cinzenta no caudado, Tálamo e Giross occipitais, bem como menor integridade da Matéria branca nas regiões do temporal esquerdo e da temporoparietal direita. Contudo, não foram observadas alterações estruturais na Amígdala.
Um PET encontrou anomalias funcionais no visual, auditivo e no Córtex somatossensorial, bem como em áreas responsáveis por um esquema corporal integrado.
Um estudo que examinou leituras de EEG encontrou superativação das ondas alfa frontais e aumento da atividade em ondas teta na região temporal do hemisfério esquerdo.

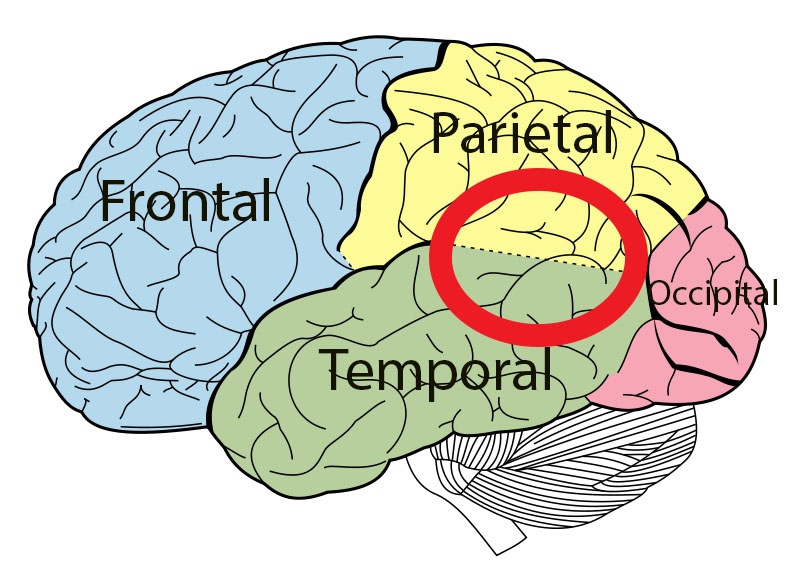
Imagem mostrando a Junção temporoparietal, uma porção do cérebro também implicada no DPDR

Não está claro se a genética exerce papel relevante; entretanto, diversas alterações Neuroquímicas e hormonais são observadas em indivíduos com o transtorno de despersonalização. O DPDR pode estar associado à disfunção do Eixo hipotálamo-hipófise-adrenal, área do cérebro envolvida na resposta de "luta ou fuga". Pacientes demonstram níveis anormais de Cortisol e atividade basal. Estudos constataram que é possível diferenciar pacientes com DPDR daqueles com Depressão clínica e Transtorno de estresse pós-traumático.
O Sistema vestibular também pode ter papel no DPDR. Responsável pelo controle do equilíbrio, orientação espacial e coordenação motora, o sistema vestibular atua ainda na autoconsciência. Sua disfunção pode potencialmente ocasionar a sensação de distanciamento do ambiente. Diversos estudos demonstraram que pacientes com Doença vestibular periférica apresentam maior probabilidade de manifestar sintomas dissociativos quando comparados a indivíduos saudáveis.
Sintomas dissociativos também são relatados por indivíduos acometidos por doenças neurológicas, tais como Esclerose lateral amiotrófica, Alzheimer e Esclerose múltipla (EM), entre outras, que afetam diretamente o tecido cerebral.

## Diagnóstico

### Avaliação
O diagnóstico baseia-se nas experiências autorreferidas pelo indivíduo, seguido de uma avaliação clínica. A avaliação psiquiátrica inclui a História psiquiátrica e algum tipo de Exame do estado mental. Como algumas condições médicas e psiquiátricas podem imitar os sintomas do DPDR, os clínicos devem Diagnóstico diferencial para descartar as seguintes hipóteses e estabelecer um diagnóstico preciso: Epilepsia do lobo temporal, Transtorno do pânico, Transtorno de estresse agudo, Esquizofrenia, Enxaqueca, uso de drogas, Tumor cerebral ou Lesão. Atualmente, não existe nenhum teste laboratorial específico para o transtorno de despersonalização–desrealização. Considerando que pacientes com transtornos dissociativos provavelmente experienciaram traumas intensos no passado, deve-se considerar a presença concomitante de outros transtornos dissociativos em indivíduos diagnosticados com transtorno de estresse (por exemplo, Transtorno de estresse pós-traumático ou Transtorno de estresse agudo).
O diagnóstico do transtorno de despersonalização pode ser realizado por meio das seguintes entrevistas e escalas:
- A Entrevista Clínica Estruturada para Transtornos Dissociativos do DSM-IV (SCID-D) é amplamente utilizada, especialmente em pesquisas. Essa entrevista dura aproximadamente 30 minutos a 1,5 horas, dependendo das experiências do indivíduo.[51]

- A Escala de Experiências Dissociativas (DES) é um questionário simples, rápido e autoadministrado, amplamente utilizado para mensurar sintomas dissociativos.[52] Ele já foi empregado em centenas de estudos dissociativos e é capaz de detectar experiências de despersonalização e desrealização.[53]
- O Entrevista para Transtornos Dissociativos (DDIS) é uma entrevista altamente estruturada que permite o diagnóstico, segundo o DSM-IV, de Transtorno de somatização, Transtorno de personalidade borderline e Transtorno depressivo maior, além de todos os transtornos dissociativos.[54] A entrevista investiga sintomas positivos da esquizofrenia, características secundárias do Transtorno dissociativo de identidade, experiências extra-sensoriais, abuso de substâncias e outros itens relevantes aos transtornos dissociativos. O DDIS geralmente pode ser administrado em 30–45 minutos.[54]
- A Escala de Despersonalização de Cambridge (CDS) é um método para determinar a gravidade do transtorno de despersonalização. Comprovada e aceita como uma ferramenta válida para o diagnóstico em ambiente clínico, ela também é empregada para diferenciar episódios menores de despersonalização de sintomas efetivos do transtorno. Devido ao sucesso da CDS, um grupo de pesquisadores japoneses traduziu a escala para o J-CDS (Escala de Despersonalização de Cambridge em Japonês). Por meio de ensaios clínicos, a equipe validou sua escala e comprovou sua precisão. Uma limitação é que a escala não permite diferenciar entre episódios passados e presentes de despersonalização, podendo ser difícil para o indivíduo descrever a duração de um episódio, comprometendo assim sua exatidão. O projeto foi conduzido com a intenção de estimular investigações científicas adicionais sobre o transtorno de despersonalização.[55]

### Manual Diagnóstico e Estatístico de Transtornos Mentais, 5ª Edição (DSM-5)
No DSM-5, a palavra "desrealização" foi acrescentada ao "transtorno de despersonalização" e o mesmo foi renomeado para "transtorno de despersonalização/desrealização" (DPDR). Permanece classificado como um Transtorno dissociativo.
Os pacientes devem cumprir os seguintes critérios para o diagnóstico, conforme o DSM-5:
1. Presença de episódios persistentes/recorrentes de despersonalização/desrealização
2. Capacidade de distinguir entre a realidade e a dissociação durante um episódio (ou seja, o paciente está ciente de uma perturbação perceptual)
3. Sintomas graves o suficiente para interferir nas funções sociais, ocupacionais ou em outras áreas do funcionamento
4. Sintomas que não decorrem do uso de substâncias ou medicamentos
5. Sintomas que não são explicados por outro transtorno psiquiátrico

### Classificação Internacional de Doenças 11ª Revisão (CID-11)
O CID-11 reclassificou o DPDR como um transtorno, e não mais como uma síndrome, e o reposicionou como um Transtorno dissociativo, em vez de seu enquadramento anterior como Transtorno neurótico. A descrição utilizada no CID-11 assemelha-se aos critérios do DSM-5. Indivíduos com DPDR apresentam sintomas persistentes/recorrentes de despersonalização/desrealização, com teste de realidade preservado, e os sintomas não são melhor explicados por outro transtorno psiquiátrico/neural, uso de substâncias, medicamentos ou traumatismo craniano. Os sintomas são graves o suficiente para causar angústia ou comprometimento no funcionamento.

### Diagnósticos diferenciais
Os diagnósticos diferenciais do DPDR incluem condições neurológicas e psiquiátricas, bem como efeitos colaterais de substâncias psicoativas ou medicamentos.

#### Neurológicos
- Crises epilépticas
- Tumor cerebral
- Síndrome pós-concussão
- Anormalidades metabólicas
- Enxaqueca
- Vertigem
- Doença de Ménière
- Síndrome da neve visual

#### Psiquiátricos
- Ataque de pânico
- Fobias
- Transtorno de estresse pós-traumático
- Transtorno de estresse agudo
- Depressão
- Transtorno bipolar
- Esquizofrenia
- Transtorno de personalidade borderline
- Outros Transtornos dissociativos
  - Transtorno dissociativo de identidade

#### Consequência do uso de substâncias psicoativas
- Maconha
- Alucinógenos
- MDMA
- Cetamina
- Transtorno perceptivo persistente induzido por alucinógenos

## Prevenção
O transtorno de despersonalização–desrealização pode ser prevenido ao conectar crianças que foram vítimas de abuso com ajuda profissional em saúde mental. Alguns especialistas em trauma defendem fortemente a intensificação da investigação sobre o histórico traumático e a exposição à violência na infância, já que a maioria (cerca de 80%) dos responsáveis por maus-tratos são os próprios cuidadores da criança. Intervenções específicas para traumas em crianças podem ser úteis na prevenção de sintomas futuros.

## Tratamento
O tratamento do DPDR é frequentemente difícil e refratário. Alguns clínicos especulam que isso possa ser decorrente de um atraso no diagnóstico, quando os sintomas tendem a se tornar constantes e menos responsivos às terapias. Além disso, os sintomas tendem a se sobrepor a outros diagnósticos. Alguns resultados têm sido promissores, embora difíceis de avaliar com segurança devido ao pequeno tamanho dos estudos. Contudo, o simples reconhecimento e diagnóstico da condição podem oferecer benefícios terapêuticos, visto que muitos pacientes descrevem seus sintomas como enigmáticos e únicos, quando, na realidade, já são reconhecidos e descritos pela psiquiatria. Entretanto, os sintomas são frequentemente transitórios e podem remitir espontaneamente, sem intervenção terapêutica.
O tratamento é predominantemente farmacológico. O treinamento em auto-hipnose pode ser útil, consistindo em ensinar os pacientes a induzirem sintomas dissociativos e a responderem de forma alternativa. A psicoeducação envolve o aconselhamento sobre o transtorno, o reagramento e a ênfase no DPDR como uma perturbação perceptual, e não como uma experiência física real. Pesquisas clínicas em Farmacoterapia continuam a explorar diversas opções, incluindo Inibidor seletivo da recaptação de serotoninas (ISRS), Benzodiazepínicos, estimulantes e antagonistas opioides (por exemplo: Naltrexona).

### Terapia cognitivo-comportamental
Um estudo aberto de Terapia cognitivo-comportamental teve como objetivo auxiliar os pacientes a reinterpretarem seus sintomas de maneira não ameaçadora, resultando em melhora em diversas medidas padronizadas.  Um tratamento padronizado para o DPDR, baseado em princípios cognitivo-comportamentais, foi publicado na Holanda em 2011.

### Medicamentos
Evidências preliminares apoiam o uso de antagonistas opioides (naloxona) e de outros medicamentos, como os benzodiazepínicos ou o metilfenidato. Há indícios de que a utilização de lamotrigine como adjuvante a um ISRS seja benéfica, embora não funcione como monoterapia.
Uma combinação de um ISRS e um benzodiazepínico foi proposta como útil para pacientes com DPDR e ansiedade.
O modafinil utilizado isoladamente tem sido relatado como eficaz em um subgrupo de indivíduos com transtorno de despersonalização (aqueles que apresentam prejuízos atencionais, subestimulação e hipersonia). Entretanto, ensaios clínicos não foram realizados.

### Estimulação magnética transcraniana repetitiva (rTMS)
Alguns estudos constataram que a estimulação magnética transcraniana repetitiva (rTMS) pode ser útil. Um estudo examinou 12 pacientes com DPDR tratados com rTMS na junção temporoparietal direita (TPJ) e constatou que 50% demonstraram melhora após três semanas de tratamento. Cinco dos participantes receberam três semanas adicionais de tratamento e relataram, no geral, uma melhora de 68% em seus sintomas. O tratamento de pacientes com rTMS direcionado especificamente ao TPJ pode ser uma alternativa terapêutica.

## Prognóstico
Michal et al. (2016) analisaram uma série de casos com 223 pacientes portadores de DPDR e concluíram que a condição tende a ser de longa duração. Entretanto, embora nenhum medicamento tenha sido comprovadamente eficaz no tratamento da condição, a psicoterapia pode oferecer auxílio. Em alguns casos, a recuperação pode ocorrer de forma orgânica, sem tratamento formal.

## Epidemiologia
Homens e mulheres são diagnosticados em igual proporção com o transtorno de despersonalização. Um estudo de 1991, realizado com uma amostra de Winnipeg, Manitoba, estimou a prevalência do transtorno de despersonalização em 2,4% da população. Uma revisão de 2008 de diversos estudos estimou a prevalência entre 0,8% e 1,9%. Este transtorno é episódico em apenas um terço dos indivíduos, com cada episódio durando de horas a meses. A despersonalização pode iniciar de forma episódica e, posteriormente, tornar-se contínua, com intensidade constante ou variável.
O início geralmente ocorre durante a adolescência, embora alguns pacientes relatem sentir despersonalização desde que se lembram, e uma pequena minoria indique um início mais tardio (por volta dos 40 anos). De acordo com o DSM-5-TR, menos de 20% dos pacientes com o transtorno apresentam os primeiros sintomas após os 20 anos; 80% ou mais têm o início nas duas primeiras décadas de vida – infância e adolescência. O início pode ser agudo ou insidioso. Com início agudo, alguns indivíduos recordam o exato momento e local de sua primeira experiência de despersonalização e/ou desrealização. Isso pode ocorrer após um período prolongado de estresse severo, um evento traumático, ou um episódio de outra doença mental. O início insidioso pode remontar à primeira infância ou começar com episódios menores, de menor gravidade, que se intensificam progressivamente, tornando-se mais incapacitantes. Alguns pacientes relatam despersonalização e/ou desrealização persistentes ao longo do dia, quase diariamente.

### Relação com outros transtornos psiquiátricos
A despersonalização pode ocorrer tanto como fenômeno primário quanto secundário. Os transtornos comórbidos mais comuns são a depressão e a ansiedade, embora existam casos de transtorno de despersonalização sem a presença de nenhum desses sintomas. Comportamentos obsessivo-compulsivos podem ocorrer como tentativa de lidar com a despersonalização, como a verificação constante de alterações nos sintomas e a evitação de fatores comportamentais e cognitivos que os agravem. Muitas pessoas com transtornos de personalidade, como o Transtorno de personalidade esquizóide, o Transtorno de personalidade esquizotípica e o Transtorno de personalidade borderline, apresentam experiências de despersonalização. Pacientes com transtornos dissociativos complexos, incluindo o Transtorno dissociativo de identidade, costumam experimentar níveis elevados de despersonalização e desrealização.

## História
A própria palavra despersonalização foi utilizada pela primeira vez por Henri Frédéric Amiel em The Journal Intime. A entrada de 8 de julho de 1880 diz:

Eu me vejo considerando a existência como se estivesse além do túmulo, de outro mundo; tudo me parece estranho; estou, por assim dizer, fora do meu próprio corpo e individualidade; estou despersonalizado, dissociado, lançado ao acaso. Isso é loucura? 
A despersonalização foi empregada pela primeira vez como termo clínico por Ludovic Dugas, em 1898, para se referir a "um estado no qual há a sensação ou impressão de que os pensamentos e atos escapam ao eu e se tornam estranhos; há uma alienação da personalidade – ou seja, uma despersonalização". Essa descrição refere-se à personalização como uma síntese psíquica da atribuição de estados ao eu.
As primeiras teorias sobre a causa da despersonalização concentravam-se na deficiência sensorial. Maurice Krishaber propôs que a despersonalização resultava de alterações patológicas nas modalidades sensoriais do corpo, levando a experiências de "estranheza do eu" – como a descrição de um paciente que "sente que já não é ele mesmo". Um dos alunos de Carl Wernicke sugeriu que todas as sensações eram compostas por um componente sensorial e uma sensação muscular relacionada, oriunda do próprio movimento e que servia para orientar o aparato sensorial até o estímulo. Em pacientes despersonalizados, esses dois componentes não se sincronizavam, e a sensação miogênica não alcançava a consciência. A hipótese sensorial foi contestada por outros que sugeriram que as queixas dos pacientes estavam sendo interpretadas de forma demasiado literal e que algumas descrições eram metáforas – tentativas de expressar experiências difíceis de articular em palavras. Pierre Janet abordou a teoria ao observar que seus pacientes com patologia sensorial evidente não se queixavam de sintomas de irrealidade, e que aqueles com despersonalização apresentavam funcionamento sensorial normal.
A teoria psicodinâmica formou a base para a conceituação da dissociação como um mecanismo de defesa. Dentro desse arcabouço, a despersonalização é entendida como uma defesa contra uma variedade de sentimentos negativos, conflitos ou experiências. O próprio Sigmund Freud experimentou episódios fugazes de desrealização ao visitar pessoalmente a Acrópole; tendo lido sobre o assunto por anos e sabendo de sua existência, a visão do objeto real foi avassaladora, dificultando para ele percebê-lo como algo real. A teoria freudiana fundamenta a descrição da despersonalização como uma reação dissociativa, enquadrada na categoria dos transtornos psiconeuróticos, nas duas primeiras edições do Manual Diagnóstico e Estatístico de Transtornos Mentais.
Pode-se argumentar que, uma vez que a despersonalização e a desrealização comprometem ambas a capacidade de perceber a realidade, elas são apenas duas facetas do mesmo transtorno. A despersonalização também se diferencia da delusão, pois o paciente é capaz de distinguir entre a realidade e os sintomas que experimenta; a percepção de que algo não é real permanece mesmo durante os episódios do transtorno. O desafio em definir corretamente a despersonalização reside, ainda, na compreensão do que a realidade realmente é. Para compreender a natureza da realidade, é necessário incorporar todas as experiências subjetivas, o que torna novamente problemático obter uma definição objetiva.

## Sociedade e cultura
O transtorno de despersonalização apareceu em diversas mídias. O diretor do documentário autobiográfico Tarnation, Jonathan Caouette, foi portador do transtorno de despersonalização. O roteirista do filme de 2007 Numb também foi diagnosticado com o transtorno, assim como o protagonista interpretado por Matthew Perry. A famosa obra O Grito do pintor norueguês Edvard Munch pode ter sido inspirada por esse transtorno. No romance de Glen Hirshberg The Snowman's Children, as personagens femininas principais ao longo da narrativa apresentam uma condição que se revela ser o transtorno de despersonalização. Suzanne Segal teve um episódio em seus 20 anos, diagnosticado por diversos psicólogos como transtorno de despersonalização, embora a própria Segal o tenha interpretado sob a ótica do Budismo como uma experiência espiritual, comumente denominada "Satori" ou "Samadhi". A canção "Is Happiness Just a Word?" do artista de hip hop Vinnie Paz descreve sua luta contra o transtorno de despersonalização. Adam Duritz, da banda Counting Crows, já falou frequentemente sobre seu diagnóstico de transtorno de despersonalização.